# Крессон, Фортунат Евстафьевич
Фортуна́т Евста́фьевич Крессо́н (фр. Fortuné Cresson; 17 июля 1874, департамент Па-де-Кале — 28 февраля 1945, Ангьен-ле-Бэн, департамент Валь-д’Уаз) — русский хирург, общественный деятель и участник белой эмиграции.

## Биография
Сын железнодорожного инженера и изобретателя французского происхождения. Его мать — русская Головнина Надежда Фортунатовна, происходящая из той же семьи, что и вице-адмирал В. М. Головнин.
Сын Ф. Е. Крессона, Жак, стал мужем будущей премьер-министра Франции Эдит Крессон (урождённой Кампьон).

### В России
После завершения учебы в Императорской военно-медицинской академии был назначен директором французской больницы в Санкт-Петербурге (1905—1916).
В 1916 году организовал и возглавил Амбулаторию Российского общества Красного Креста (РОКК) для лечения русских солдат на фронте в Восточной Пруссии. Был схвачен и заключён в тюрьму немцами (1916). После падения Российской империи в 1917 году Ф. Е. Крессон вступил во французскую армию, где был назначен медицинским инспектором, и вернулся в Россию.
Был приговорён большевистским правительством к смертной казни; отправился в изгнание во Францию (1917).

### Во Франции
Работал старшим врачом во франко-русском госпитале в Вильжюифе (1920—1929).
B 1926 году назначен главным хирургом больницы Монморанси, а в 1936 году — главным хирургом больницы Божон.
Председатель Общества русских врачей имени Мечникова (1923) и русских врачей — участников Первой мировой войны (1938).

## Награды
- Кавалер ордена Святого Владимира III степени с мечами
- Военный крест 1914—1918 (Франция)
- Офицер ордена Почётного легиона (Франция)